# Església de Nostra Senyora de l'Assumpció (Utiel)
L'església de Nostra Senyora de l'Assumpció al municipi d'Utiel (província de València) és un edifici religiós construït en la segona meitat del segle xv d'estil gòtic meridional que es defineix per la recerca d'un espai interior únic, de formes rectangulars i tancat a l'exterior.

## Descripció
Aquesta església respon a la tipologia d'una sola nau amb capelles entre contraforts interiors.

### Nau central
Es tracta d'un espai rectangular amb cinc capelles entre contraforts per cada costat i un absis de cinc costats, vuitavat, amb capelles de planta poligonal irregular de quatre i sis costats. L'alçada de la nau és de 23 metres. L'interior està format per una doble estructura d'arcs apuntats situats a dos nivells diferents. L'inferior marca l'accés a les capelles laterals i arrenca en mènsules dels contraforts; les dovelles estan formades per carreus de pedra llaurada.
El segon nivell marca l'arrencada de l'estructura de la coberta, i està format per pilars torsos d'aresta viva, adossats als estreps, que s'alcen fins a l'arrencada de les voltes. Aquests pilars tenen bases semicirculars adornades amb un bordó, i capitells sustentats per dos àngels sostenidors d'escuts. D'aquests capitells parteixen, els arcs formers apuntats de traça més senzilla que els que tanquen les capelles i els arcs que configuren la volta.
La volta presenta una traça molt singular, ja que els arcs torals són de mig punt en lloc dels usuals apuntats. Tots aquests arcs principals de pedra són torsos, excepte el tercer i el sisè, que tenen estries longitudinals. Aquestes voltes tenen nervadures transversals, tercelets, que arranquen de la clau de l'arc perpany que separa aquestes voltes.
Als peus de la nau es va construir l'any 1811 el cor alt, sobre tres voltes bufades sustentades per arcs entre pilastres de capitell jònic enguirnaldado.
L'aspecte interior de la nau ha sofert diverses modificacions. Després de la Guerra Civil Espanyola s'afegeixen al costat de l'epístola tres grans finestres que desfiguren l'aspecte i el sistema d'il·luminació.

### Campanar
De fàbrica de carreu, va començar a construir-se el període de 1564-1568, 40 anys després de l'inici de les obres de l'església És de planta rectangular i dimensions 8 x 7 metres i una alçada de 45, 5 metres.
La planta de campanes presenta un gran buit amb arc de mig punt en cadascuna de les seves façanes, i està coberta amb una volta de creueria. A la coberta d'aquesta s'accedeix a través d'una petita escala de cargol. Les cantonades de la torre estan apilastradas, seguint la mateixa modulació que el frontis de la façana principal, i que després apareix en el gir amb la torre del rellotge. Aquestes pilastres apareixen també en el punt mitjà del campanar fins a l'altura de la façana.

### Capella de la comunió i sagristia
Situades en un cos edificat de forma rectangular adossat a l'església en el costat de l'epístola. Aquest cos va poder haver-se construït en dues fases. La primera correspondria a la primitiva capella de la comunió datada a 1610; aquesta primitiva capella constava d'una nau i tres arcs interiors que suportaven una volta i una coberta de fusta, sobre la qual es va edificar l'actual a 1905, d'estil neogòtic, d'una sola nau i tres voltes de creueria amb arcs apuntats que deixen entre els contraforts tres capelles d'escassa profunditat en cadascun dels seus costats.
La segona fase correspondria a la construcció de la sagristia a la fi del segle xvii. Al principi consistia en un ampli espai rectangular cobert per una volta plana. Aquest gran espai va romandre sense modificacions fins a mitjans d'aquest segle, en què es va subdividir amb la col·locació d'un forjat intermedi.
Acabada guerra civil de 1936-1939, es va tractar de dotar l'església d'almenys part de les seves antigues imatges i així es van adquirir de nou algunes com la de Sant Josep, que ho va ser en l'any de 1952, preciosa talla d'1,80 m d'alçada, obra de l'escultor valencià José Just.